# Zarza, La (kommun i Spanien, Kastilien och Leon)
Zarza, La är en kommun i Spanien.   Den ligger i provinsen Provincia de Valladolid och regionen Kastilien och Leon, i den centrala delen av landet, 130 km nordväst om huvudstaden Madrid. Antalet invånare är 124.